# Кочетовка (Ростовская область)
Кочетовка — хутор в Каменском районе Ростовской области.
Входит в состав Уляшкинского сельского поселения.

## Население
| 2010 | 2016 |
| ---- | ---- |
| 328  | ↗355 |

## Улицы
| - ул. Калинина, - ул. Колхозная, - ул. Кольцевая, - ул. Мира, | - ул. Победы, - ул. Стадионная, - ул. Школьная. |